# فوكس هاريس
فوكس هاريس (بالإنجليزية: Fox Harris)‏ هو ممثل أمريكي، ولد في 3 مايو 1936 في الولايات المتحدة، وتوفي بنفس المكان في 27 ديسمبر 1988.

## وصلات خارجية
- فوكس هاريس على موقع IMDb (الإنجليزية)
- فوكس هاريس على موقع ألو سيني (الفرنسية)
- فوكس هاريس على موقع أول موفي (الإنجليزية)
- فوكس هاريس على موقع قاعدة بيانات الأفلام السويدية (السويدية)
- فوكس هاريس على موقع قاعدة بيانات الفيلم (الإنجليزية)
- فوكس هاريس على موقع كينوبويسك (الروسية)